# Élections constituantes de 1946 à Saint-Pierre-et-Miquelon
Les élections constituantes françaises de 1946 se tiennent le 2 juin. Ce sont les deuxièmes élections constituantes, après le rejet du projet de Constitution française du 19 avril 1946 lors du référendum du 5 mai.

## Mode de scrutin
L'assemblée constituante est composée de 586 sièges pourvus pour la plupart au scrutin proportionnel plurinominal suivant la règle de la plus forte moyenne dans chaque département, sans panachage ni vote préférentiel.
Dans l'ancienne colonie et nouveau Territoire d'outre-mer de Saint-Pierre-et-Miquelon, un député est à élire, selon le système uninominal majoritaire à deux tours. 

## Élus
| Député sortant | Parti | Parti | Député élu ou réélu | Parti | Parti |
| -------------- | ----- | ----- | ------------------- | ----- | ----- |
| Henri Debidour |       | UDSR  | Henri Debidour      |       | UDSR  |

## Résultats
|          | RGR-UDSR | Henri Debidour *           | 1 064 | 50,12  |  |  |
|          | MRP      | Dominique-Antoine Laurelli | 1 059 | 49,78  |  |  |
|          |          |                            |       |        |  |  |
| Inscrits | Inscrits | Inscrits                   | 2 479 | 100,00 |  |  |
| Votants  | Votants  | Votants                    | 2 161 | 87,17  |  |  |
| Exprimés | Exprimés | Exprimés                   | 2 123 | 98,24  |  |  |